# Avräkningsnota
Avräkningsnota är ett kvitto på en aktieaffär. De flesta banker och fondkommissionärer distribuerar idag sina avräkningsnotor via Internet, men det förekommer också att avräkningsnotan sänds ut med post efter en affär.